# 2010-es labdarúgó-világbajnokság-selejtező (AFC – 1. forduló)
A 2010-es labdarúgó-világbajnokság ázsiai selejtezőjének 1. fordulójának mérkőzéseit 2007. október 8. és 30. között játszották.

## Formátum
A forduló egy előselejtező volt, ahol a 2010-es labdarúgó-világbajnokságra nevezett ázsiai csapatok rangsorolása szerint a 6–24. helyezett csapatokat párosították a 25–43. helyen rangsoroltakkal. Az 1. forduló sorsolását 2007. augusztus 6-án tartották az Ázsiai Labdarúgó-szövetség székházában, a malajziai Kuala Lumpurban.
A párosítások győztesei közül a 11 legjobb helyen rangsorolt győztes, az 1. fordulónak megfelelő kiemelés szerint továbbjutott a 3. fordulóba, a többi 8 csapat a 2. fordulóba került.

## Párosítások
| 1. csapat    | Össz.Tooltip Aggregate score | 2. csapat               | 1. mérk. | 2. mérk.      |
| ------------ | ---------------------------- | ----------------------- | -------- | ------------- |
| Pakisztán    | 0–7                          | Irak                    | 0–7      | 0–0           |
| Üzbegisztán  | 11–0                         | Tajvan                  | 9–0      | 2–0           |
| Thaiföld     | 13–2                         | Makaó                   | 6–1      | 7–1           |
| Srí Lanka    | 0–6                          | Katar                   | 0–1      | 0–5           |
| Kína         | 11–0                         | Mianmar                 | 7–0      | 4–0           |
| Bhután       | játék nélkül                 | Kuvait                  | —        | —             |
| Kirgizisztán | 2–2 (t. 5–6)                 | Jordánia                | 2–0      | 0–2 (h.u.)    |
| Vietnám      | 0–6                          | Egyesült Arab Emírségek | 0–1      | 0–5           |
| Bahrein      | 4–1                          | Malajzia                | 4–1      | 0–0           |
| Kelet-Timor  | 3–11                         | Hongkong                | 2–3      | 1–8           |
| Szíria       | 5–1                          | Afganisztán             | 3–0      | 2–1           |
| Jemen        | 3–2                          | Maldív-szigetek         | 3–0      | 0–2           |
| Banglades    | 1–6                          | Tádzsikisztán           | 1–1      | 0–5           |
| Mongólia     | 2–9                          | Észak-Korea             | 1–4      | 1–5           |
| Omán         | 4–0                          | Nepál                   | 2–0      | 2–0           |
| Palesztina   | 0–7                          | Szingapúr               | 0–4      | 0–3 (megáll.) |
| Libanon      | 6–3                          | India                   | 4–1      | 2–2           |
| Kambodzsa    | 1–5                          | Türkmenisztán           | 0–1      | 1–4           |
| Guam         | játék nélkül                 | Indonézia               | —        | —             |

Jegyzetek
1. 1 2 3  Biztonsági okokból Irak Szíriában, Palesztina Katarban, Afganisztán pedig Tádzsikisztánban rendezte hazai mérkőzését.[1]
2. ↑  Mianmar hazai mérkőzésének helyszínét Malajziába helyezték át a mianmari és a kínai labdarúgó-szövetség közös kérésére.[2]
3. ↑  Bhután visszalépett.[3]
4. ↑  Kelet-Timor Indonéziát választotta hazai mérkőzésének helyszínéül.
5. ↑  Palesztina nem jelent meg. A mérkőzés végeredményét 3–0-s arányban Szingapúrnak ítélték.[4][5] A Palesztin labdarúgó-szövetség fellebbezést nyújtott be új mérkőzésidőpont kitűzésére azzal az indokkal, hogy a játékosaik nem kaptak engedélyt arra, hogy elhagyják a Gázai övezetet, azonban a Nemzetközi Labdarúgó-szövetség elutasította azt.[6]
6. ↑  [[Guami labdarúgó-válogatott}}|Guam]] visszalépett.[7]

## Mérkőzések
Az időpontok helyi idő szerint értendők.
| 2007. október 22. 19:30 (UTC+2) |

| Pakisztán | 0–7               | Irak                                                               |
| --------- | ----------------- | ------------------------------------------------------------------ |
|           | (0–2) Jegyzőkönyv | Akram 17' Mahdi Karím 23' 49' 88' 89' al-Hamd 70' Emád Mohamed 83' |

| Punjab Stadion, Lahor Nézőszám: 2500 Játékvezető: Kadirbek Csinibekov (kirgiz) |

| 2007. október 28. 14:00 (UTC+5) |

| Irak | 0–0         | Pakisztán |
| ---- | ----------- | --------- |
|      | Jegyzőkönyv |           |

| al-Hamadáníjja Stadion, Aleppo (Szíria) Nézőszám: 8000 Játékvezető: Szád al-Fadli (kuvaiti) |

Továbbjutott Irak 7–0-s összesítéssel, és kiemelték a 3. fordulóba.
| 2007. október 13. 16:00 (UTC+5) |

| Üzbegisztán                                                                 | 9–0               | Tajvan |
| --------------------------------------------------------------------------- | ----------------- | ------ |
| Sackih 4' 16' 34' 57' 77' Kapadze 26' Karpenko 43' Bakajev 54' Szalomov 68' | (5–0) Jegyzőkönyv |        |

| Központi Stadion, Taskent Nézőszám: 7000 Játékvezető: Ali Hamád al-Badvávi (arab emírségekbeli) |

| 2007. október 28. 18:00 (UTC+8) |

| Tajvan | 0–2               | Üzbegisztán              |
| ------ | ----------------- | ------------------------ |
|        | (0–0) Jegyzőkönyv | Innomov 81' Szujunov 90' |

| Csung San Stadion, Tajpej Nézőszám: 800 Játékvezető: Tayeb Shamsuzzaman (bangladesi) |

Továbbjutott Üzbegisztán 11–0-s összesítéssel, és kiemelték a 3. fordulóba.
| 2007. október 8. 19:00 (UTC+5) |

| Thaiföld                                                                          | 6–1               | Makaó             |
| --------------------------------------------------------------------------------- | ----------------- | ----------------- |
| Csajkhamdi 12' 49' Dangda 21' Vinothaj 55' (11-esből) Phetphun 82' Thonglau 90+1' | (2–1) Jegyzőkönyv | Chan Kin Seng 23' |

| Szuphacsalaszaj Stadion, Bangkok Nézőszám: 11 254 Játékvezető: Kadirbek Csinibekov (kirgiz) |

| 2007. október 28. 18:00 (UTC+8) |

| Makaó               | 1–7               | Thaiföld                                                                 |
| ------------------- | ----------------- | ------------------------------------------------------------------------ |
| Chan Kin Seng 90+2' | (0–3) Jegyzőkönyv | Dangda 22' Szuri 39' Szurisziang 43' Thonglau 48' Csajkhamdi 53' 57' 86' |

| Makaói Nemzeti Stadion, Makaó Nézőszám: 500 Játékvezető: Abd ar-Rahmán Reku (szíriai) |

Továbbjutott Thaiföld 13–2-es összesítéssel a 2. fordulóba.
| 2007. október 21. 16:00 (UTC+5:30) |

| Srí Lanka | 0–1               | Katar           |
| --------- | ----------------- | --------------- |
|           | (0–0) Jegyzőkönyv | S. Quintana 69' |

| Sugathadasa Stadion, Colombo Nézőszám: 6500 Játékvezető: Abdul Bashir (szingapúri) |

| 2007. október 28. 19:15 (UTC+3) |

| Katar                                          | 5–0               | Srí Lanka             |
| ---------------------------------------------- | ----------------- | --------------------- |
| S. Quintana 4' 75' Besír 16' 54' as-Samári 85' | (2–0) Jegyzőkönyv | Thuwan Rahem 13′, 57′ |

| Jászim ibn Hamád Stadion, Doha Nézőszám: 3000 Játékvezető: Halíl al-Gamdi (Szaúd-arábiai) |

Továbbjutott Katar 6–0-s összesítéssel, és kiemelték a 3. fordulóba.
| 2007. október 21. 20:00 (UTC+8) |

| Kína | 7–0               | Mianmar |
| --- | ----------------- | ------- |
| Qu Bo (Csü Po) 17' 79' Du Zhenyu (Tu Csen-jü) 25' Yang Lin (Jang Lin) 55' Liu Jian (Liu Csian) 62' Li Jinyu (Li Csin-jü) 74' Li Weifeng (Li Vej-feng) 77' | (2–0) Jegyzőkönyv |         |

| Century Lotus Stadion, Foshan Nézőszám: 21 000 Játékvezető: Abd al-Hamíd Ebrahím (bahreini) |

| 2007. október 28. 16:00 (UTC+8) |

| Mianmar | 0–4               | Kína |
| ------- | ----------------- | --- |
|         | (0–4) Jegyzőkönyv | Wu Wei'an (Vu Vej-an) 13' Liu Jian (Liu Csian) 14' Zheng Bin (Cseng Pin) 35' Zhang Yaokun (Csang Jao-kun) 39' (11-esből) |

| KLFA Stadion, Kuala Lumpur (Malajzia) Nézőszám: 200 Játékvezető: Abdulláh Bálídeh (katari) |

Továbbjutott Kína 11–0-s összesítéssel, és kiemelték a 3. fordulóba.
|  |

| Bhután | játék nélkül | Kuvait |
| ------ | ------------ | ------ |
|        |              |        |

|  |

Bhután visszalépett. Továbbjutott Kuvait, és kiemelték a 3. fordulóba.
| 2007. október 18. 15:30 (UTC+6) |

| Kirgizisztán                 | 2–0               | Jordánia |
| ---------------------------- | ----------------- | -------- |
| Eszenkul Úlu 45' Bokojev 76' | (1–0) Jegyzőkönyv |          |

| Szpartak Stadion, Biskek Nézőszám: 18 000 Játékvezető: Subrata Sarkar (indiai) |

| 2007. október 28. 19:00 (UTC+3) |

| Jordánia                                             | 2–0 (h. u.)                 | Kirgizisztán                                                |
| ---------------------------------------------------- | --------------------------- | ----------------------------------------------------------- |
| Selbájeh 34' Akel 51' (11-esből)                     | (1–0, 2–0, 2–0) Jegyzőkönyv | Berezovszki 120′, 121′                                      |
| Büntetőpárbaj                                        |                             |                                                             |
| Abu Aljeh Baváb Abu Kesek Halíl Díb Akel Bani Jaszín | 6–5                         | Kudrenko Harcsenko Szamszalijev Szigyikov Eszenkul Úlu Amin |

| Ammáni Nemzetközi Stadion, Ammán Nézőszám: 12 000 Játékvezető: Abd el-Hamíd Ebrahím (bahreini) |

Továbbjutott Jordánia 2–2-es összesítéssel, tizenegyesekkel, és kiemelték a 3. fordulóba.
| 2007. október 8. 20:30 (UTC+7) |

| Vietnám | 0–1               | Egyesült Arab Emírségek |
| ------- | ----------------- | ----------------------- |
|         | (0–0) Jegyzőkönyv | Basír Szaíd 79'         |

| My Dinh Nemzeti Stadion, Hanoi Nézőszám: 20 000 Játékvezető: Nisimura Júicsi (japán) |

| 2007. október 28. 19:00 (UTC+4) |

| Egyesült Arab Emírségek                                                               | 5–0               | Vietnám             |
| ------------------------------------------------------------------------------------- | ----------------- | ------------------- |
| Matár 13' Mohamed Mubarak 40' es-Sehhi 53' Navaf Mubarak 90' al-Kasz 90+2' (11-esből) | (2–0) Jegyzőkönyv | Nguyen 90+2′, 90+2′ |

| al-Dzsazíra Mohammed ibn Zájed Stadion, Abu-Dzabi Nézőszám: 12 000 Játékvezető: Subkhiddin Mohd Salleh (maláj) |

Továbbjutott az Egyesült Arab Emírségek 6–0-s összesítéssel, és kiemelték a 3. fordulóba.
| 2007. október 21. 18:00 (UTC+3) |

| Bahrein                                                          | 4–1               | Malajzia            |
| ---------------------------------------------------------------- | ----------------- | ------------------- |
| Fatádi 4' Okwunwanne 15' Abd ar-Rahmán 55' Hubájl 90' (11-esből) | (2–1) Jegyzőkönyv | Bunyamin Umar 45+2' |

| Manamai Nemzeti Stadion, Manáma Nézőszám: 4000 Játékvezető: Yang (Jang Cse-csian) (kínai) |

| 2007. október 28. 20:45 (UTC+8) |

| Malajzia       | 0–0         | Bahrein           |
| -------------- | ----------- | ----------------- |
| Abd Radzak 12′ | Jegyzőkönyv | Abd ar-Rahmán 12′ |

| Shah Alam Stadion, Petaling Jaya Nézőszám: 2000 Játékvezető: I Gijong (dél-koreai) |

Továbbjutott az Bahrein 4–1-es összesítéssel, és kiemelték a 3. fordulóba.
| 2007. október 21. 15:30 (UTC+8) |

| Kelet-Timor   | 2–3               | Hongkong                                  |
| ------------- | ----------------- | ----------------------------------------- |
| Neves 41' 69' | (1–2) Jegyzőkönyv | Cheng Siu Wai 25' 50' Esteves 35' (öngól) |

| Gianyar Stadion, Gianyar (Indonézia) Nézőszám: 1 500 Játékvezető: Rosdi Shaharul (maláj) |

| 2007. október 28. 15:00 (UTC+8) |

| Hongkong                                                                                     | 8–1               | Kelet-Timor  |
| -------------------------------------------------------------------------------------------- | ----------------- | ------------ |
| Lo Kwan Yee 3' Chan Siu Ki 6' 79' 87' Cheung Sai Ho 50' Cheng Siu Wai 68' 71' Lam Ka Wai 84' | (2–0) Jegyzőkönyv | Da Silva 54' |

| Hongkong Stadion, Hongkong Nézőszám: 1542 Játékvezető: Mohsen Torky (iráni) |

Továbbjutott Hong Kong 11–3-as összesítéssel a 2. fordulóba.
| 2007. október 8. 21:00 (UTC+3) |

| Szíria                                               | 3–0               | Afganisztán |
| ---------------------------------------------------- | ----------------- | ----------- |
| ez-Zeno 73' 87' (11-esből) ász-Szájed 81' (11-esből) | (0–0) Jegyzőkönyv |             |

| al-Abbaszíjjin Stadion, Damaszkusz Nézőszám: 3000 Játékvezető: Halíl al-Gamdi (Szaúd-arábiai) |

| 2007. október 26. 13:00 (UTC+5) |

| Afganisztán | 1–2               | Szíria                   |
| ----------- | ----------------- | ------------------------ |
| Karimi 16'  | (1–1) Jegyzőkönyv | Dzsenját 17' Iszmájl 64' |

| Pamir Stadion, Dusanbe (Tádzsikisztán) Nézőszám: 2000 Játékvezető: Ravshan Ermatov (üzbég) |

Továbbjutott Szíria 11–3-as összesítéssel a 2. fordulóba.
| 2007. október 8. 21:00 (UTC+3) |

| Jemen                               | 3–0         | Maldív-szigetek |
| ----------------------------------- | ----------- | --------------- |
| Szálem 44' al-Hubájsi 66' Tabít 80' | Jegyzőkönyv |                 |

| Ali Muhszín al-Múrjászi Stadion, Szanaa Nézőszám: 3000 Játékvezető: Mohamad Manszúr (libanoni) |

| 2007. október 28. 16:00 (UTC+5) |

| Maldív-szigetek         | 2–0               | Jemen |
| ----------------------- | ----------------- | ----- |
| Shamweel 14' Ashfaq 67' | (1–0) Jegyzőkönyv |       |

| Galolhu Nemzeti Stadion, Malé Nézőszám: 8900 Játékvezető: Subrata Sarkar (indiai) |

Továbbjutott Jemen 3–2-es összesítéssel a 2. fordulóba.
| 2007. október 8. 15:00 (UTC+6) |

| Banglades | 1–1               | Tádzsikisztán          |
| --------- | ----------------- | ---------------------- |
| Mithu 50' | (0–0) Jegyzőkönyv | Hakimov 58' (11-esből) |

| Bangabandhu Nemzeti Stadion, Dakka Nézőszám: 700 Játékvezető: Abdulláh al-Hiláli (ománi) |

| 2007. október 28. 14:00 (UTC+5) |

| Tádzsikisztán                                             | 5–0               | Banglades |
| --------------------------------------------------------- | ----------------- | --------- |
| Hakimov 46' 47' 76' (11-esből) Muhiddinov 49' Vaszjev 70' | (0–0) Jegyzőkönyv |           |

| Központi Stadion, Dusanbe Nézőszám: 10 000 Játékvezető: Kadirbek Csinibekov (kirgiz) |

Továbbjutott Tádzsikisztán 6–1-es összesítéssel a 2. fordulóba.
| 2007. október 21. 13:00 (UTC+8) |

| Mongólia       | 1–4               | Észak-Korea                                  |
| -------------- | ----------------- | -------------------------------------------- |
| Szelenge 90+3' | (0–3) Jegyzőkönyv | Pak Csholmin 14' Dzsong Csholmin 24' 32' 81' |

| Ulánbátori Nemzeti Stadion, Ulánbátor Nézőszám: 4870 Játékvezető: Takajama Hirojosi (japán) |

| 2007. október 28. 16:00 (UTC+9) |

| Észak-Korea                                                                                    | 5–1               | Mongólia    |
| ---------------------------------------------------------------------------------------------- | ----------------- | ----------- |
| Pak Csholmin 3' 79' Kim Kukdzsin 10' Dzsong Csholmin 36' Ri Csholmjong 58′ Dzson Kvangil 90+1' | (3–0) Jegyzőkönyv | Donorov 41' |

| Kim Ilszung Stadion, Phenjan Nézőszám: 5000 Játékvezető: Ram Gosh (bangladesi) |

Továbbjutott az Észak-Korea 9–2-es összesítéssel, és kiemelték a 3. fordulóba.
| 2007. október 8. 21:30 (UTC+4) |

| Omán                            | 2–0               | Nepál |
| ------------------------------- | ----------------- | ----- |
| Basír 5' Mudafár 21' (11-esből) | (2–0) Jegyzőkönyv |       |

| Kábúsz szultán Sport Komplexum, Maszkat Nézőszám: 15 000 Játékvezető: Fáríd al-Marzúki (arab emírségekbeli) |

| 2007. október 28. 15:00 (UTC+5:45) |

| Nepál | 0–2               | Omán                     |
| ----- | ----------------- | ------------------------ |
|       | (0–1) Jegyzőkönyv | Mohamed 29' al-Hínáj 54' |

| Dasarath Rangasala Stadion, Katmandu Nézőszám: 10 000 Játékvezető: Szatop Tongkhan (thaiföldi) |

Továbbjutott az Omán 4–0-s összesítéssel, és kiemelték a 3. fordulóba.
| 2007. október 8. 21:00 (UTC+3) |

| Palesztina | 0–4               | Szingapúr                          |
| ---------- | ----------------- | ---------------------------------- |
|            | (0–1) Jegyzőkönyv | Shi 44' 53' Wilkinson 73' Shah 86' |

| Ahmed ibn Ali Stadion, Doha (Katar) Nézőszám: 75 Játékvezető: Múhszen Bászma (szíriai) |

| 2007. október 28. 17:00 (UTC+8) |

| Szingapúr | 3–0         | Palesztina |
| --------- | ----------- | ---------- |
|           | Jegyzőkönyv |            |

| Nemzeti Stadion, Szingapúr Játékvezető: Sun (Szun Pao-csie) (kínai) |

Továbbjutott Szingapúr 7–0-s összesítéssel a 2. fordulóba.
| 2007. október 8. 21:00 (UTC+3) |

| Libanon                             | 4–1               | India      |
| ----------------------------------- | ----------------- | ---------- |
| Antar 33' Gaddár 62' 76' el-Ali 63' | (1–1) Jegyzőkönyv | Chetri 30' |

| Saidai Nemzetközi Stadion, Saida Nézőszám: 500 Játékvezető: Szád al-Fadli (kuvaiti) |

| 2007. október 30. 15:00 (UTC+5:30) |

| India                             | 2–2               | Libanon                   |
| --------------------------------- | ----------------- | ------------------------- |
| Chetri 29' Subrata 72′ Dias 90+2' | (1–0) Jegyzőkönyv | Gaddár 72' (11-esből) 85' |

| Fatorda Stadion, GoaSablon:Äzonos Nézőszám: 10 000 Játékvezető: Szálem Múdzsgef (jordán) |

Továbbjutott az Libanon 6–3-as összesítéssel, és kiemelték a 3. fordulóba.
| 2007. október 11. 15:00 (UTC+7) |

| Kambodzsa | 0–1               | Türkmenisztán |
| --------- | ----------------- | ------------- |
|           | (0–0) Jegyzőkönyv | Karadanov 85' |

| Nemzeti Olimpiai Stadion, Phnompen Nézőszám: 3000 Játékvezető: Ram Gosh (bangladesi) |

| 2007. október 28. 18:00 (UTC+5) |

| Türkmenisztán                                | 4–1               | Kambodzsa |
| -------------------------------------------- | ----------------- | --------- |
| Naszirov 41' Gevorkjan 50' 66' Karadanov 74' | (1–1) Jegyzőkönyv | Samel 12' |

| Olimpiai Stadion, Aşgabat Nézőszám: 5000 Játékvezető: Rusztam Szajdov (üzbég) |

Továbbjutott Türkmenisztán 5–1-es összesítéssel a 2. fordulóba.
|  |

| Guam | játék nélkül | Indonézia |
| ---- | ------------ | --------- |
|      |              |           |

|  |

Guam visszalépett. Indonézia a 2. fordulóba lépett.